# Arsínoe I
Arsínoe I (305 a.C. — ca. 295 a.C.), filha de Lisímaco, rei da Trácia, foi rainha do Egito de 284/281 a 274 a.C. e esposa de Ptolomeu II Filadelfo.
Arsínoe I era filha de Lisímaco, mas o nome da sua mãe não é mencionado nos textos antigos, historiadores modernos supõem que sua mãe fosse Niceia, filha de Antípatro.
Ptolomeu II Filadelfo, filho de Ptolomeu I Sóter e Berenice I, casou-se com duas mulheres de nome Arsínoe: a primeira foi Arsínoe I, filha de Lisímaco, através de um acordo diplomático feito entre Ptolomeu I Sóter e Lisímaco da Trácia;[carece de fontes?] a segunda foi sua própria irmã, Arsínoe II, em violação aos costumes macedônios, mas de acordo com os costumes egípcios.
Todos os filhos legítimos de Ptolomeu II Filadelfo foram filhos de Arsínoe I. Ela se casou com Ptolomeu II em 284/281 a.C., e eles tiveram três filhos, seu sucessor Ptolomeu III Evérgeta, Lisímaco e Berenice Sira. Por volta de 274 a.C. ela foi condenada por conspiração contra o faraó e foi exilada em Copto, enquanto Ptolomeu II se casava com sua própria irmã Arsínoe II do Egito.
Arsínoe II, irmã/esposa de Ptolomeu II, morreu sem ter filhos de Ptolomeu II. embora um filho dela, Ptolomeu Nios, tenha sido co-regente ao lado de Ptolomeu II Filadelfos por um breve período antes da morte do rei.